# 小林美穂
小林 美穂（こばやし みほ、1990年2月12日 - ）は日本の女性ファッションモデル。埼玉県出身。オスカープロモーション所属。

## 略歴
2006年、ハイティーン向けファッション雑誌「セブンティーン」のミスセブンティーンに選ばれ、専属モデルとなる。
STモになる前にローティーン向けファッション雑誌「ニコラ」（新潮社）の『モデルになりたいぞ選手権』という企画に一度載ったことがある。また、「Hana*chu→」（主婦の友社）の読者モデルをやっていた時期もある。
2008年のミス東京ガールズコレクションの最終選考に選ばれた。
2010年よりオスカープロモーションの所属となる。セブンティーンモデルも含めてそれ以前はフリーでの活動だった。
2011年2月にウナコーワのCMキャラクターを選ぶオーディションに最終候補10人の中に選ばれる。

## 人物
- 趣味：お菓子作り
- 特技：ショッピング、カラオケ

## 出演

### テレビ番組
- ウチスタコレクション（フジテレビ、2007年）

### 雑誌
- ニコラ（新潮社）読者として出演
- Hanachu（主婦の友社）読者モデルとして出演
- セブンティーン（集英社、2006年11月 - 2008年3月）専属モデル